# Gousse
Gousse (en occitano Gossa) es una población y comuna francesa, situada en la región de Aquitania, departamento de Landas, en el distrito de Dax y cantón de Montfort-en-Chalosse.
La localidad se encuentra bañada por el río Adur, y tiene una iglesia de estilo neogótico dedicada a San Martín.

## Demografía
| 166 | 163 | 143 | 140 | 137 | 170 |
| Para los censos de 1962 a 1999 la población legal corresponde a la población sin duplicidades (Fuente: INSEE [Consultar]) |     |     |     |     |     |